# Chiese di Londra

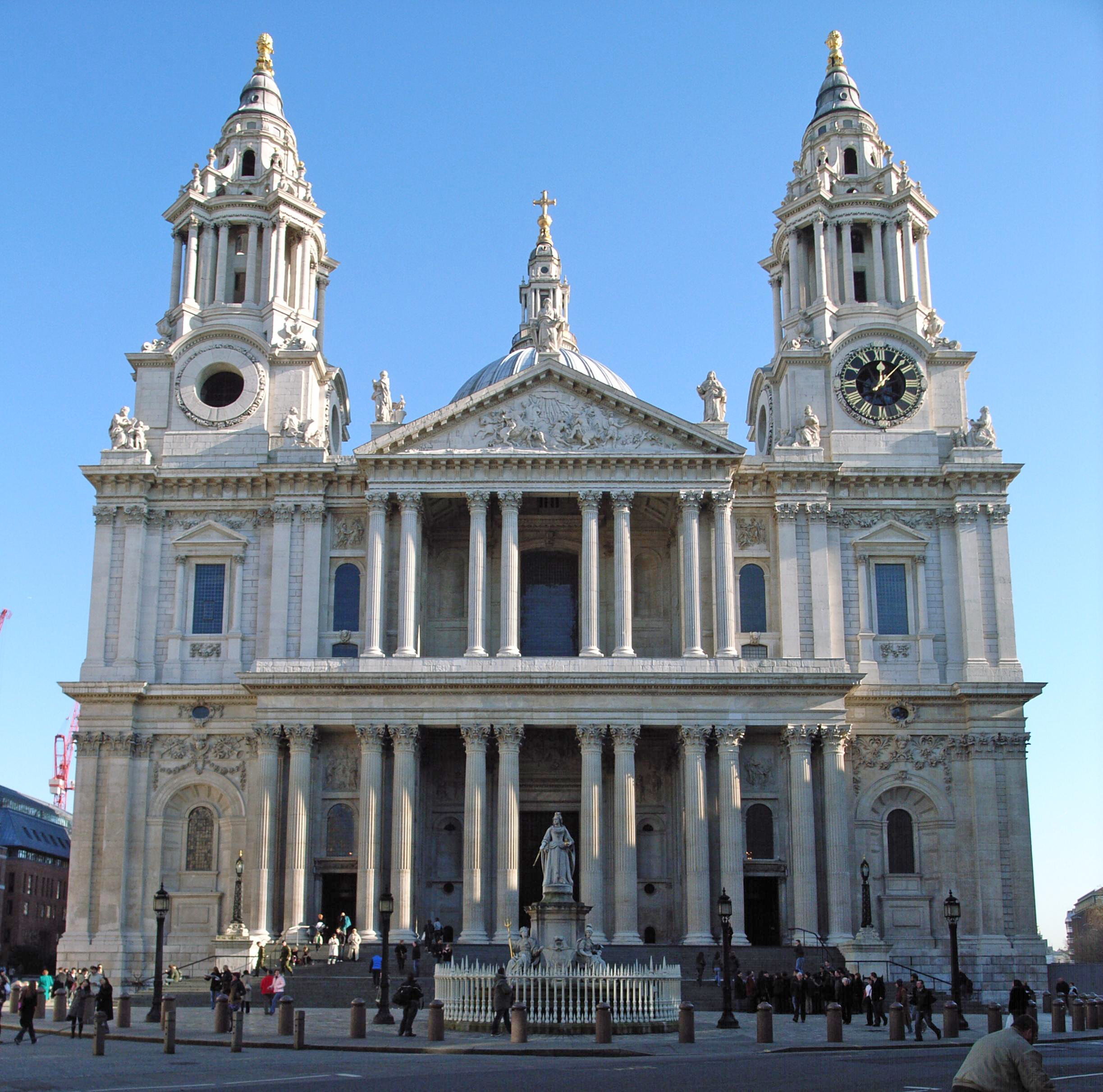
Facciata ovest della Cattedrale di San Paolo

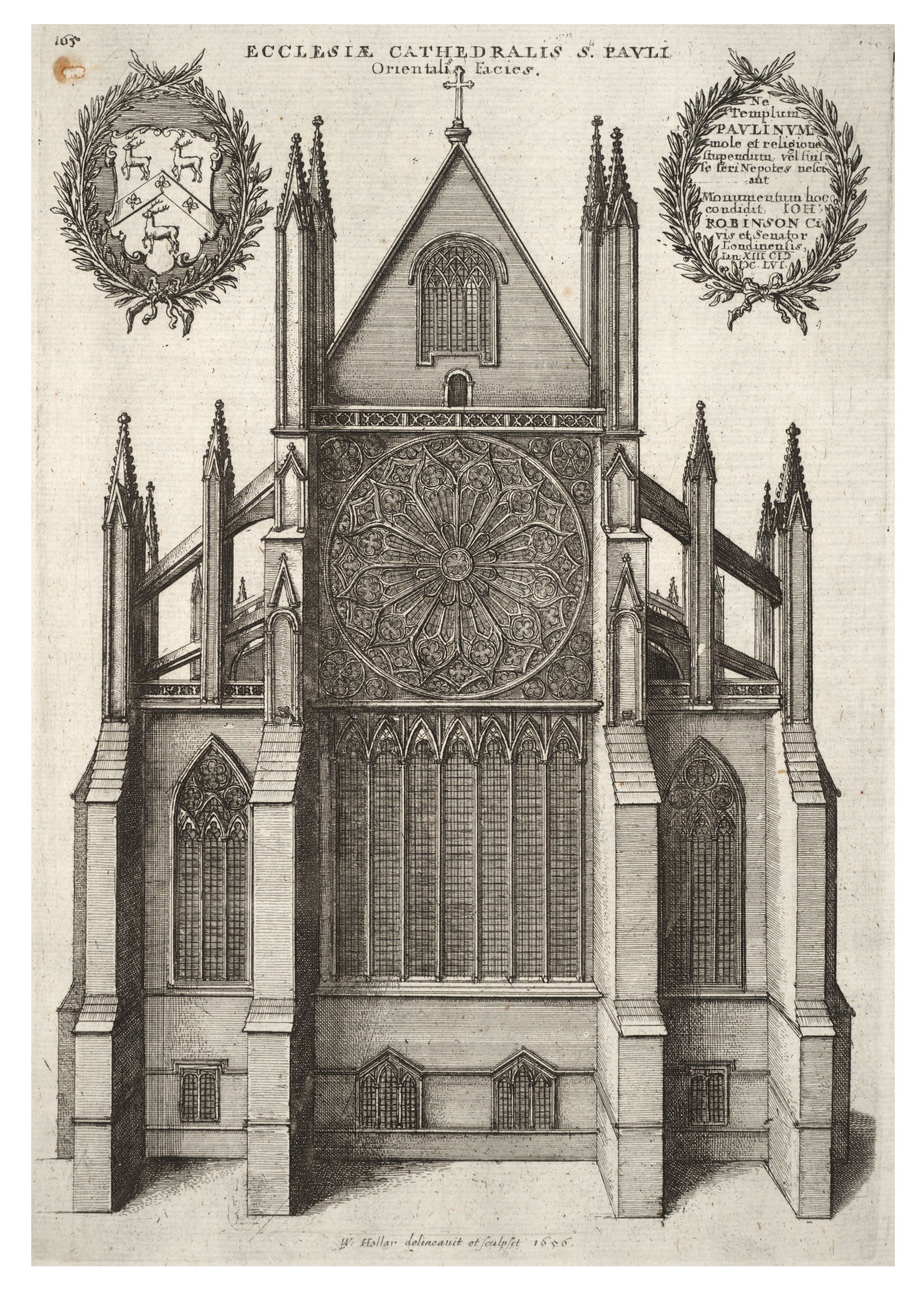
L'antica Cattedrale di San Paolo

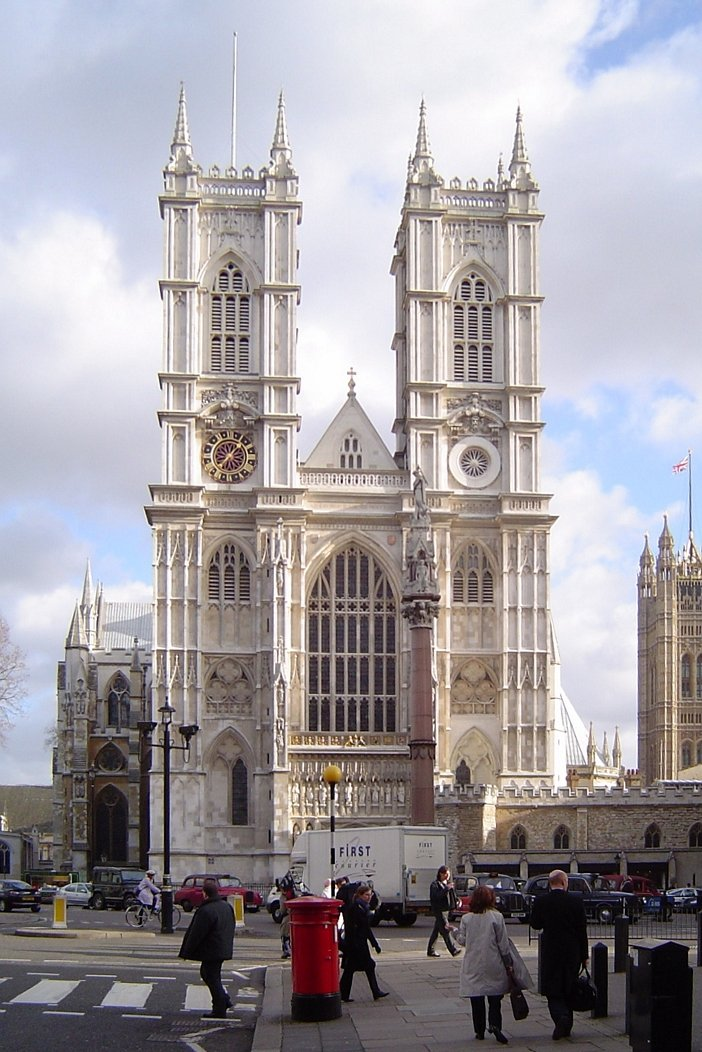
Abbazia di Westminster

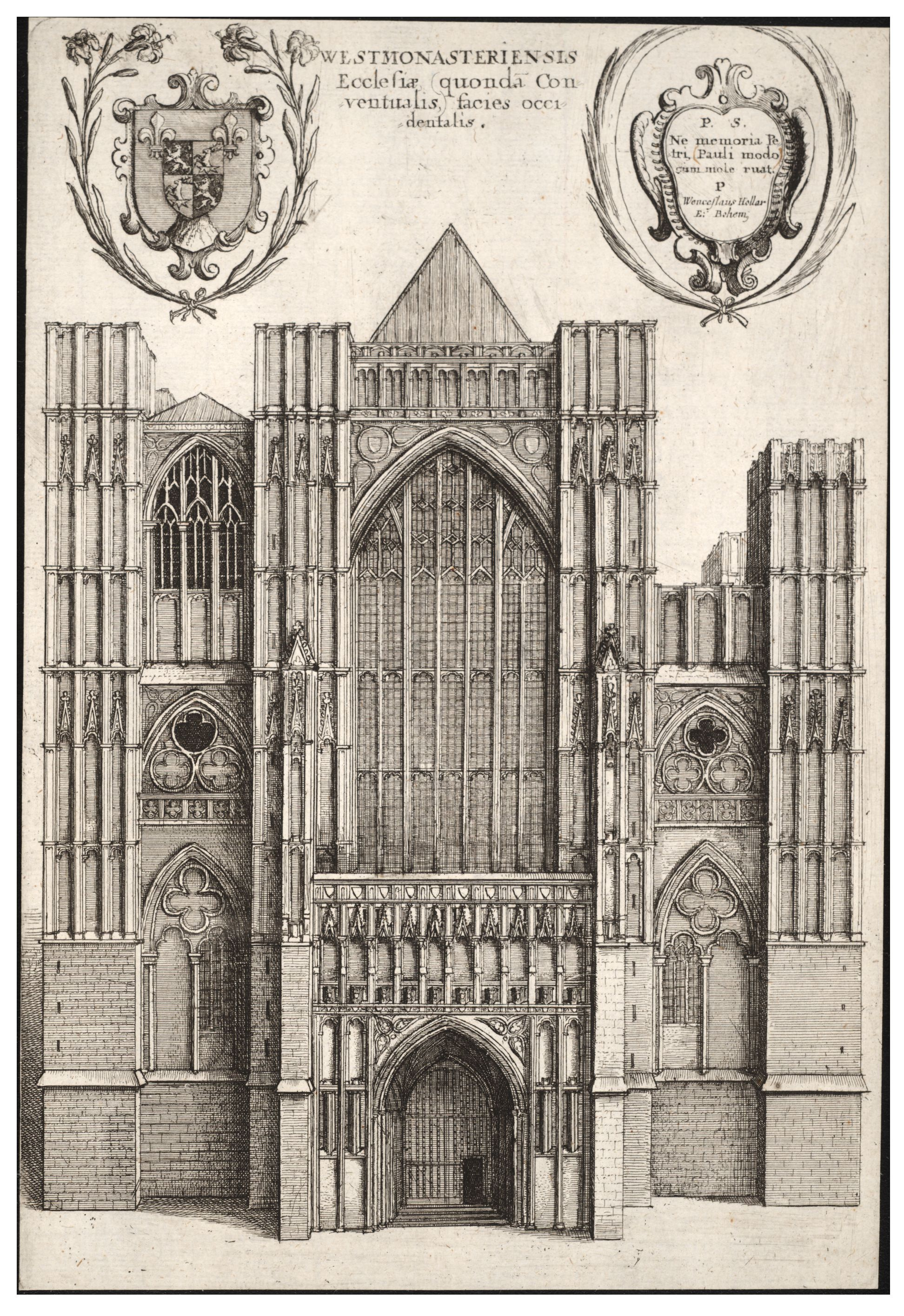
Abbazia di Westminster nel Seicento

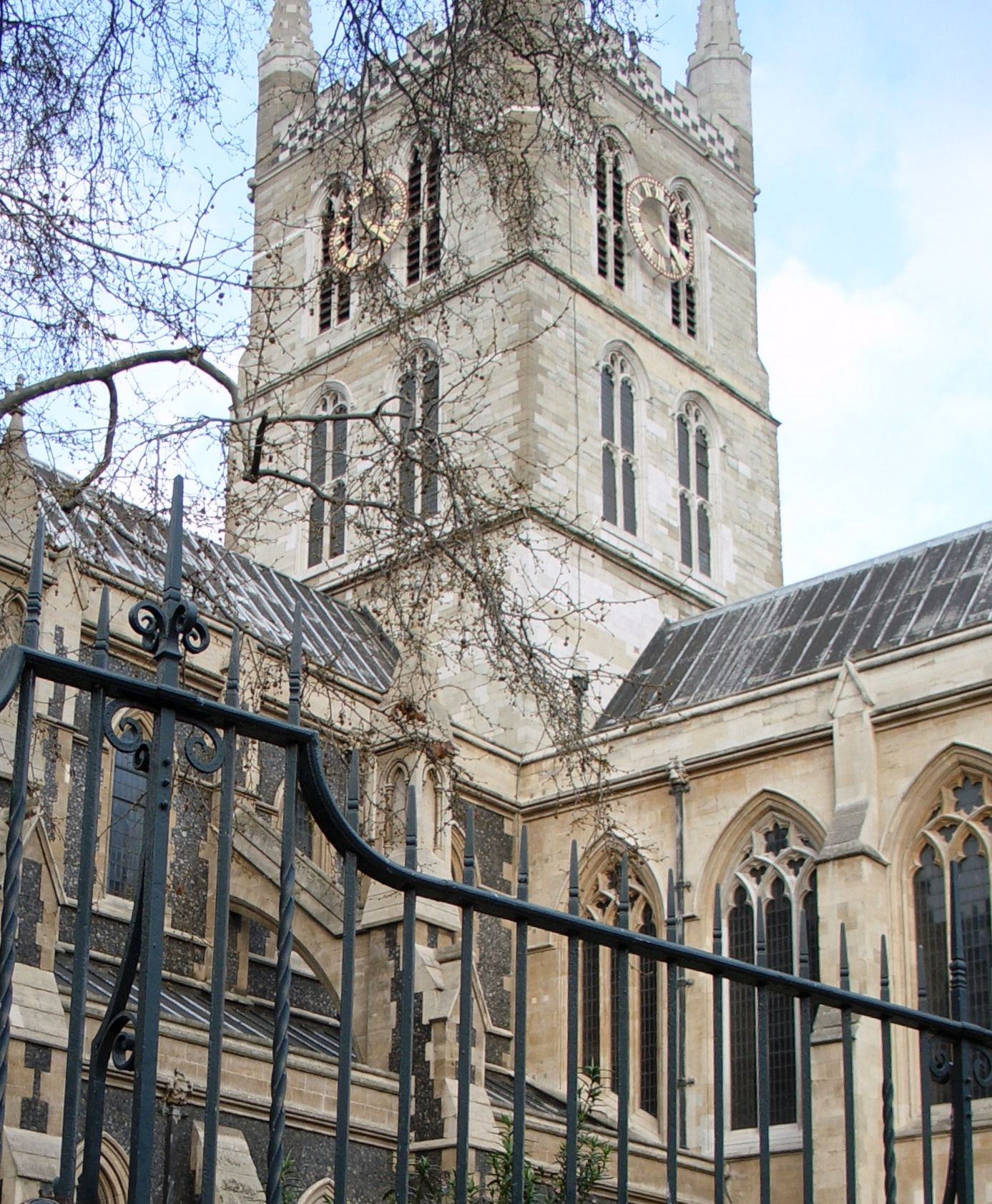
Cattedrale di Southwark

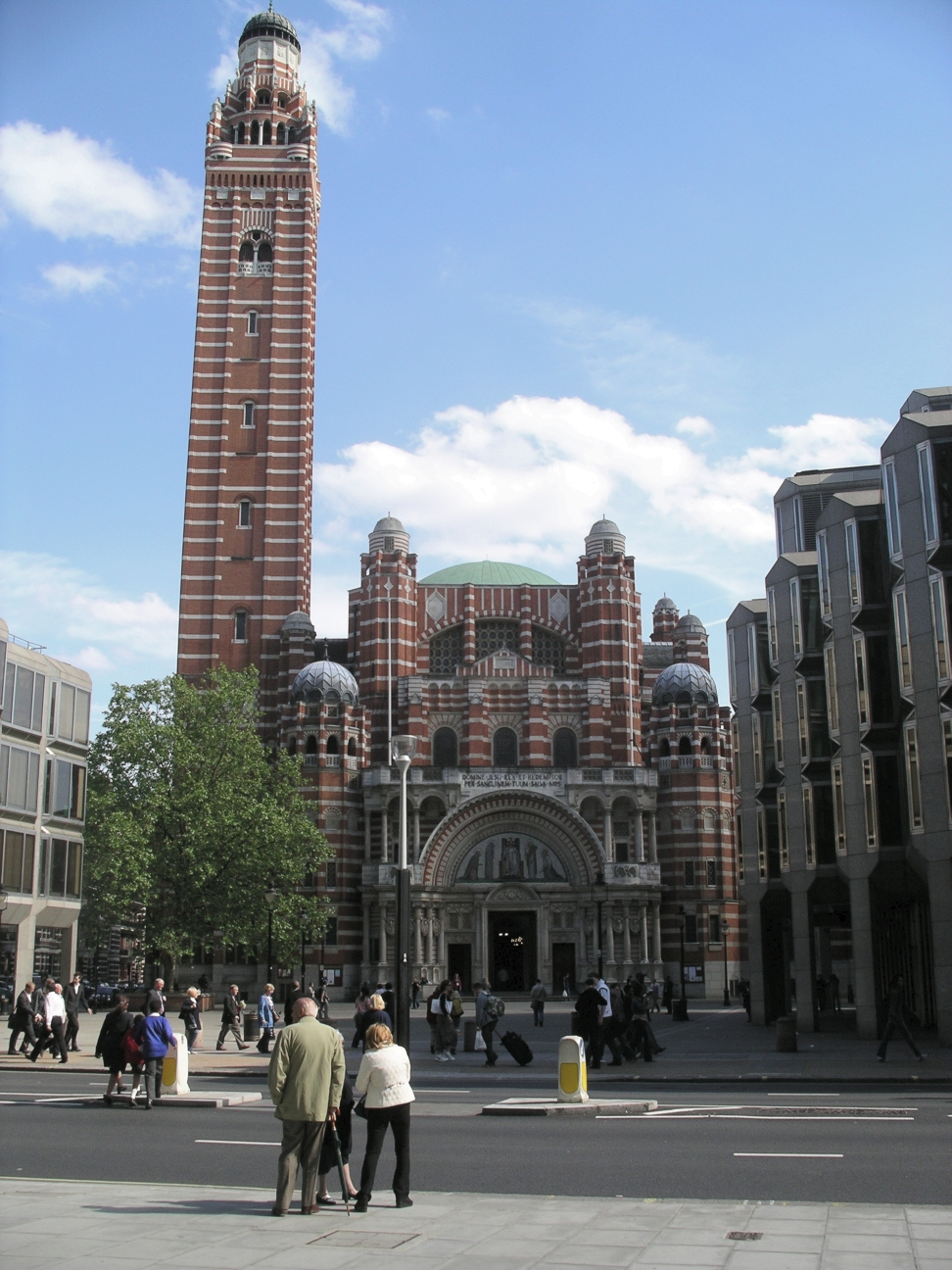
Cattedrale di Westminster

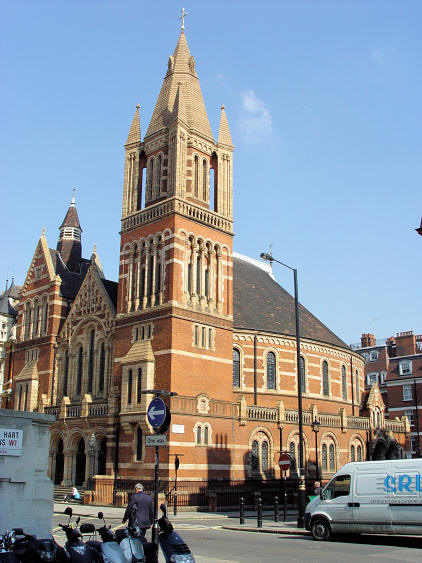
Cattedrale Cattolica Ucraina

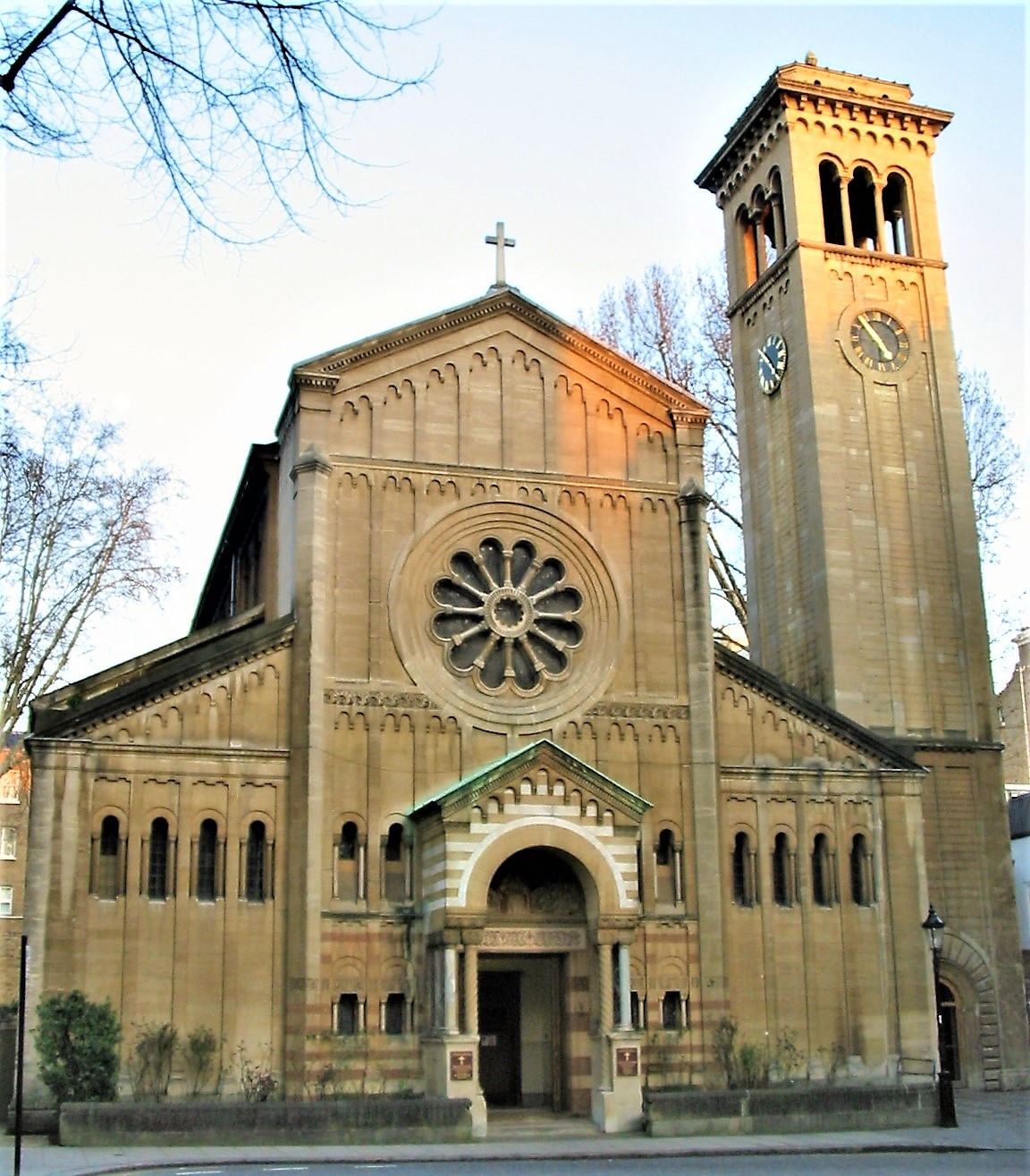
Cattedrale Patriarcale Ortodossa Russa a Kensington

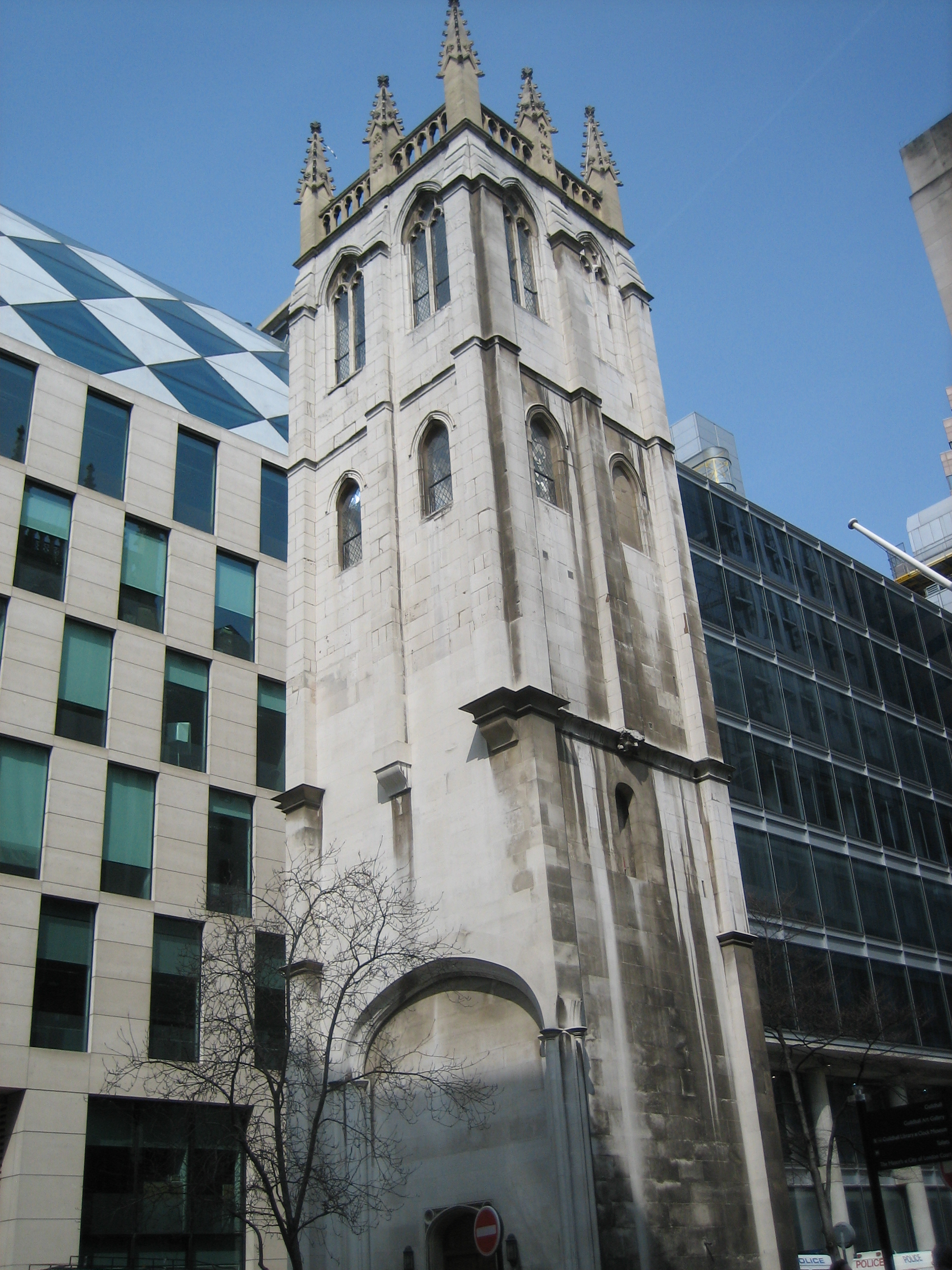
Campanile (unica rimanenza) della chiesa di St. Albans

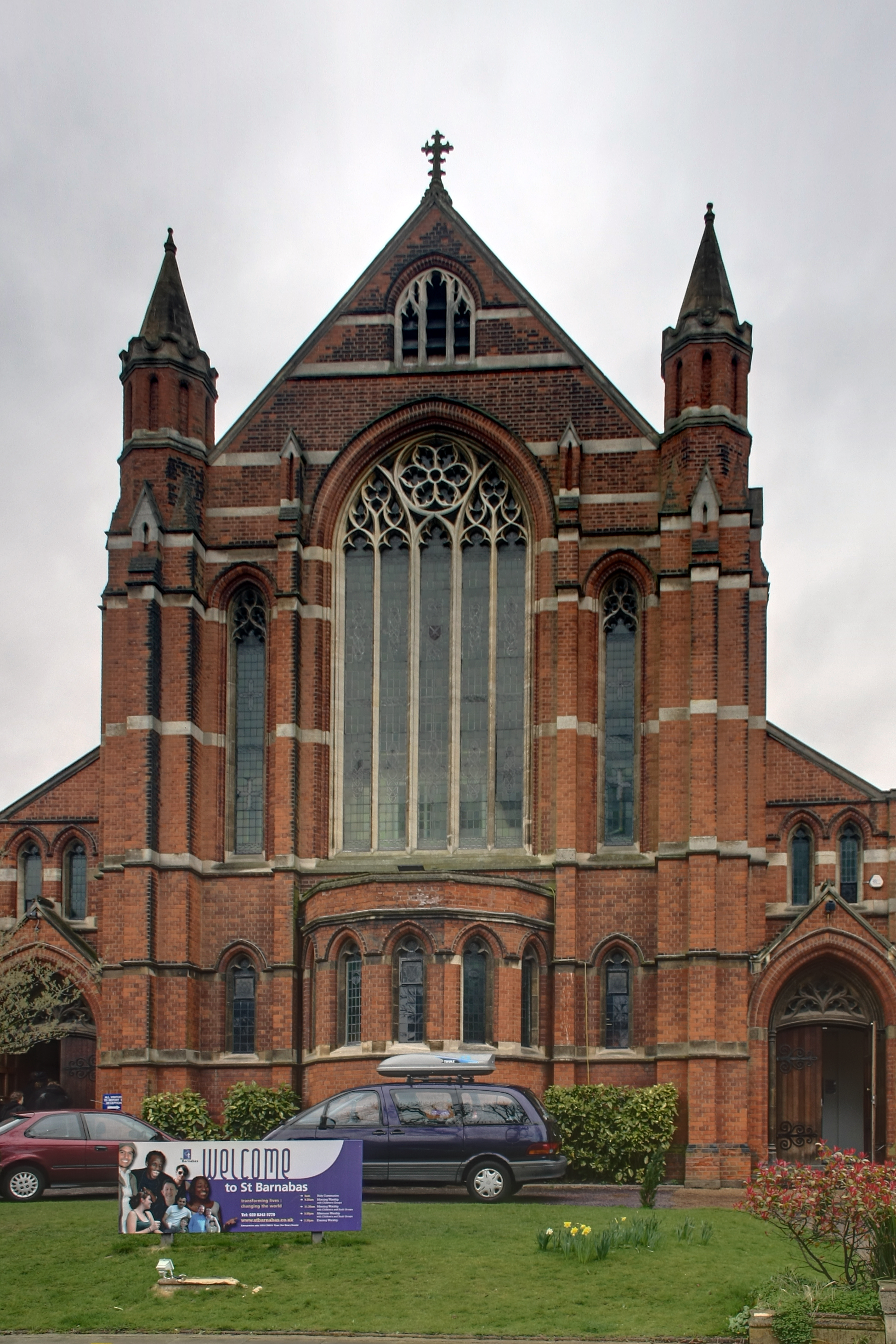
Chiesa di San Barnaba

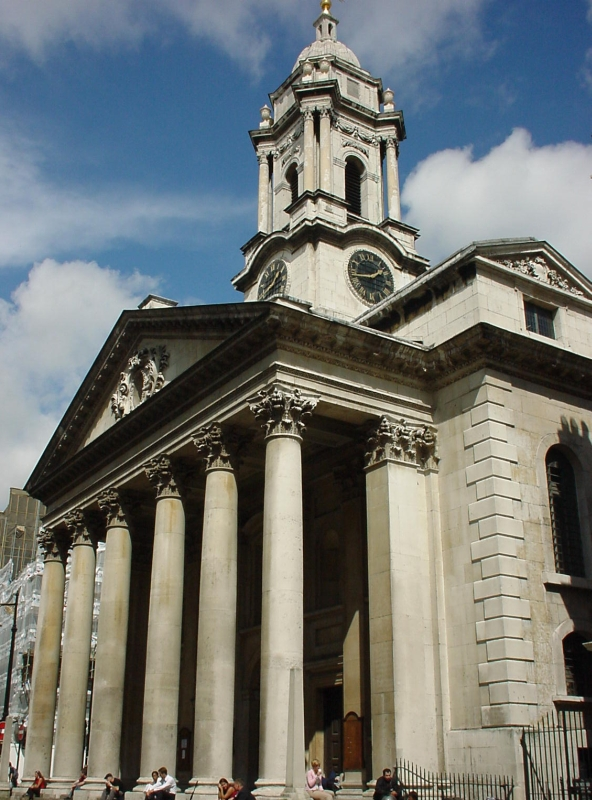
Chiesa di San Giorgio ad Hanover Square

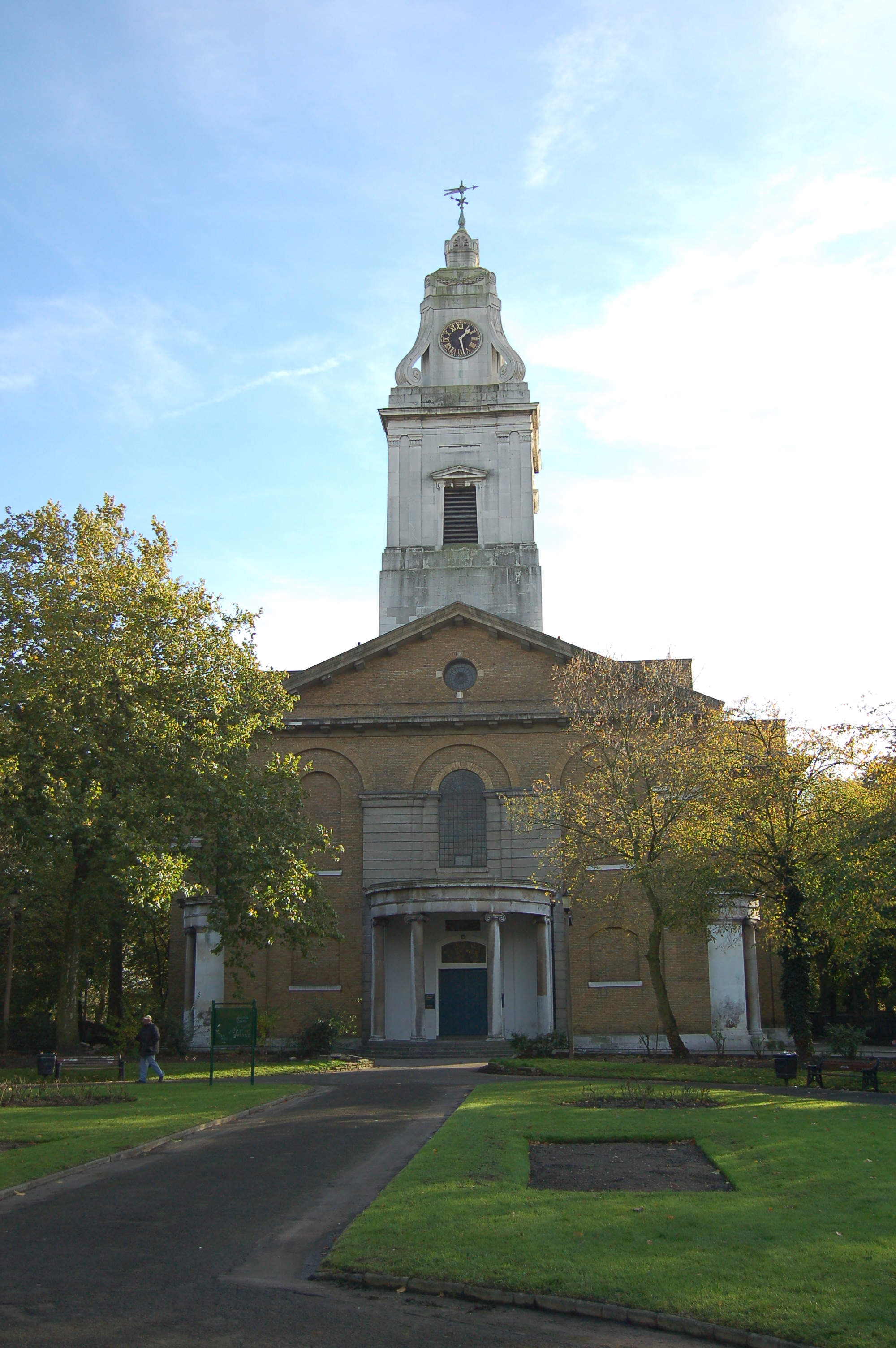
Chiesa di St John-at-Hackney

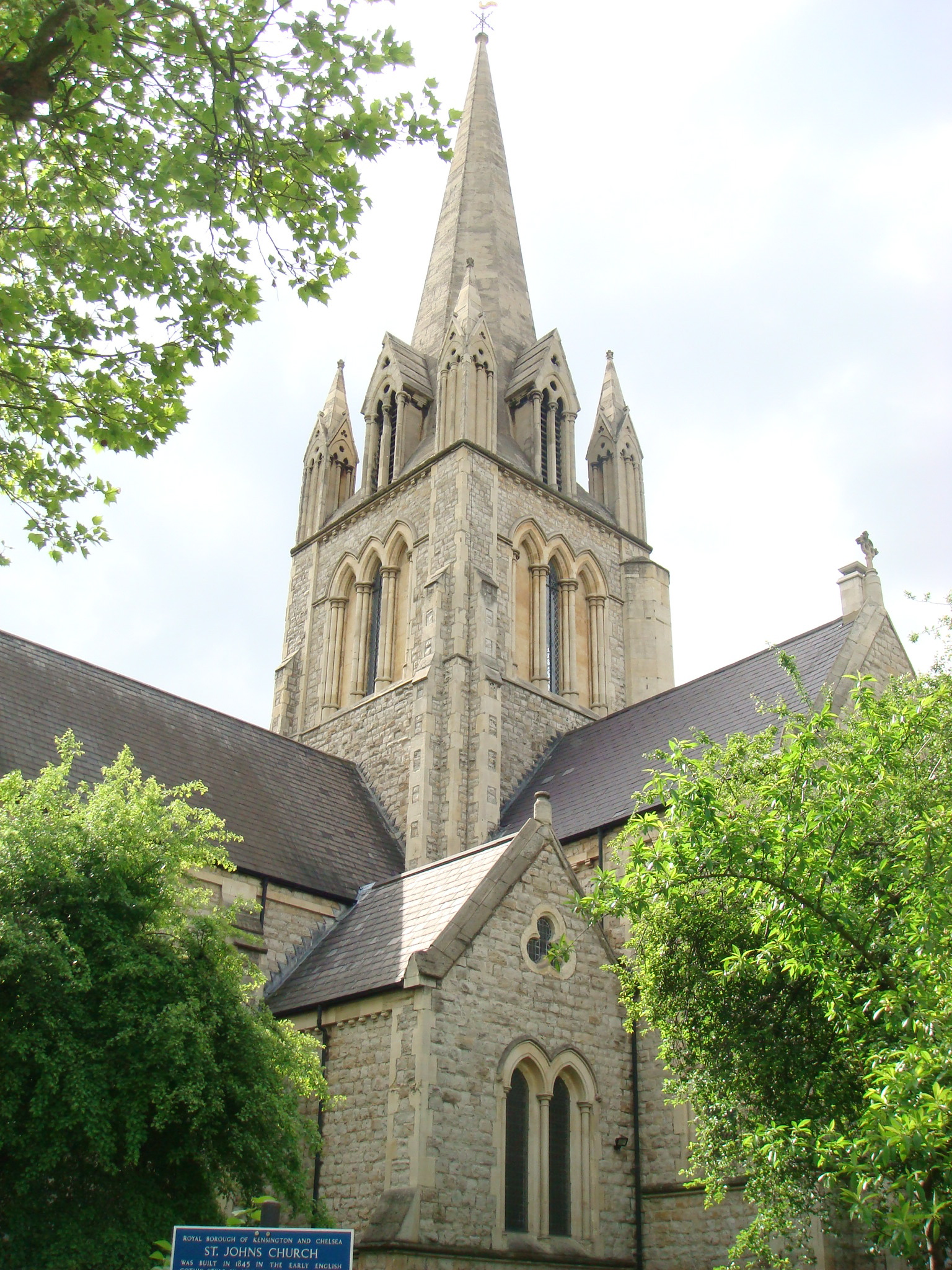
Chiesa di St Johns Notting Hill

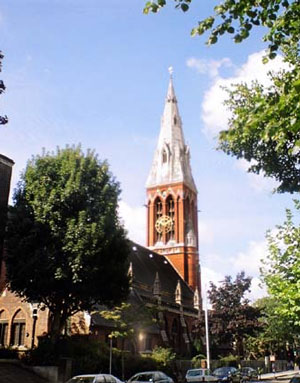
Campanile della chiesa di St John the Divine in Kennington

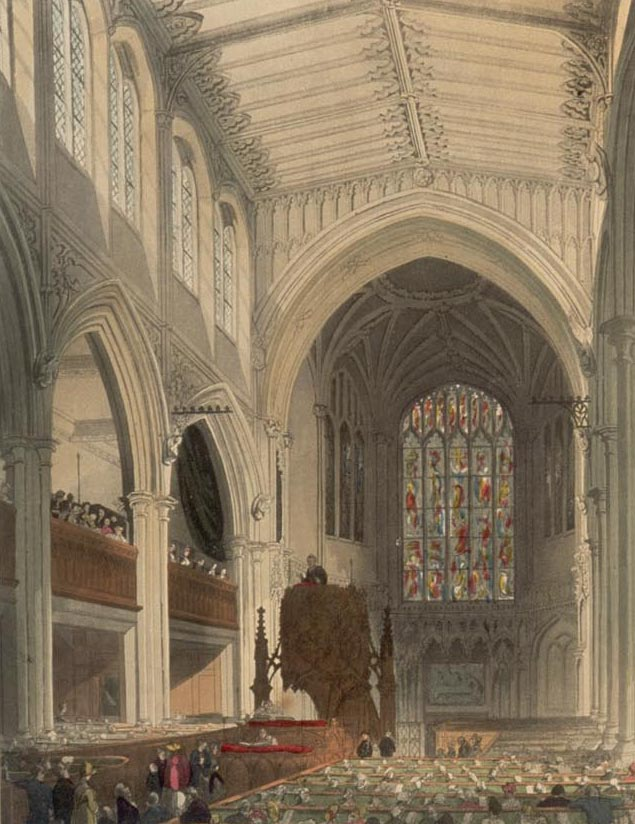
Chiesa di Santa Margherita in Westminster nell'Ottocento

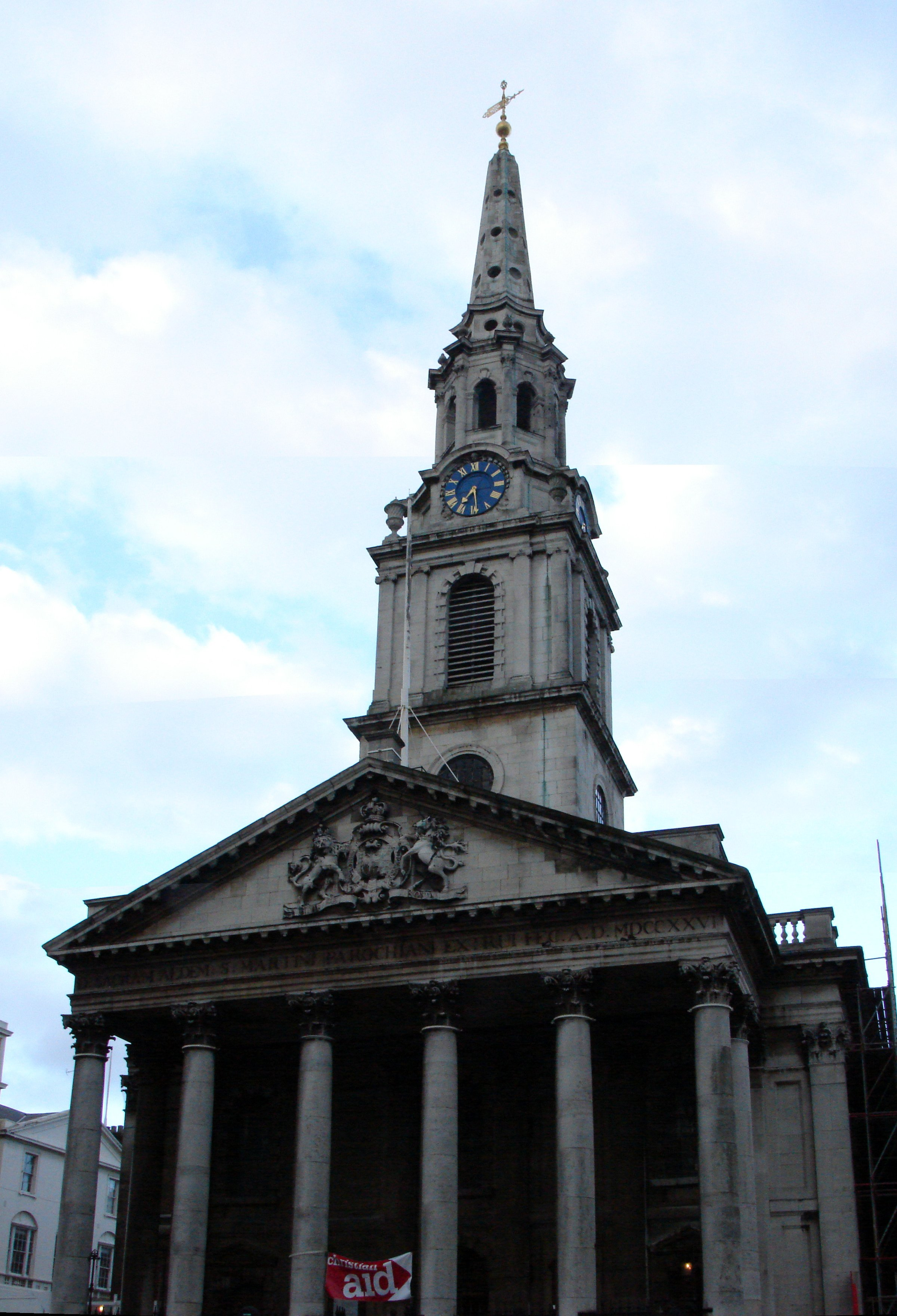
Chiesa di St-Martin-in-the-Fiels

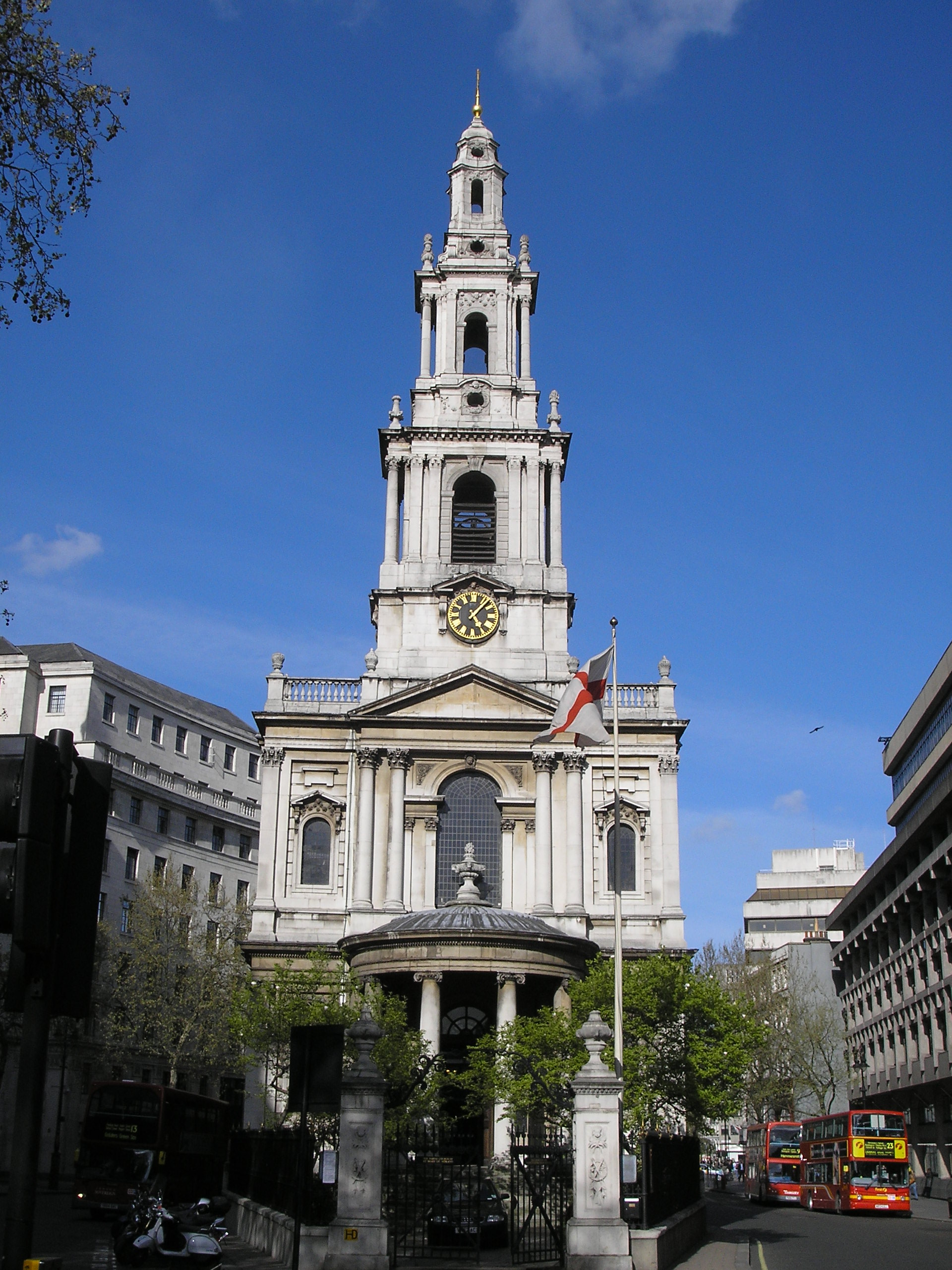
Chiesa di St. Mary-le-Strand

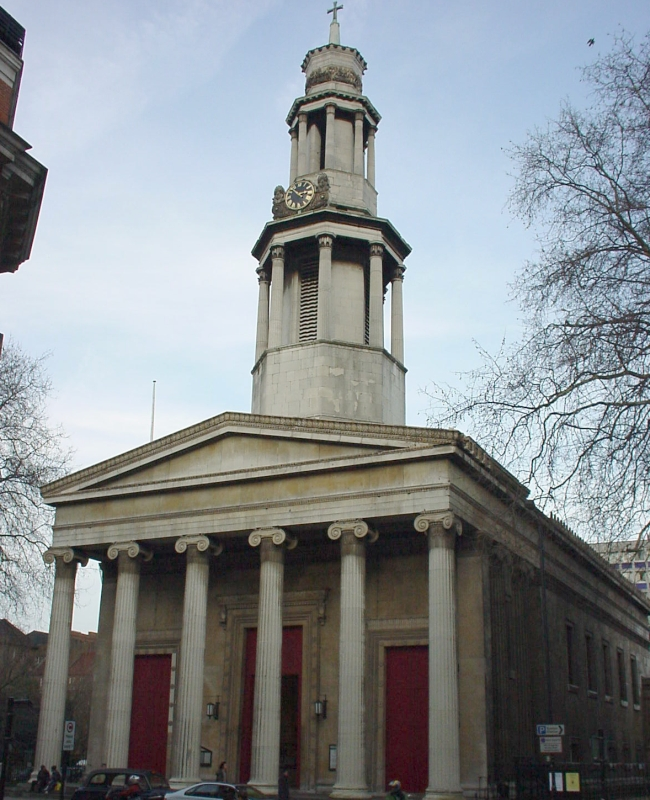
Chiesa di San Pancrazio Nuovo

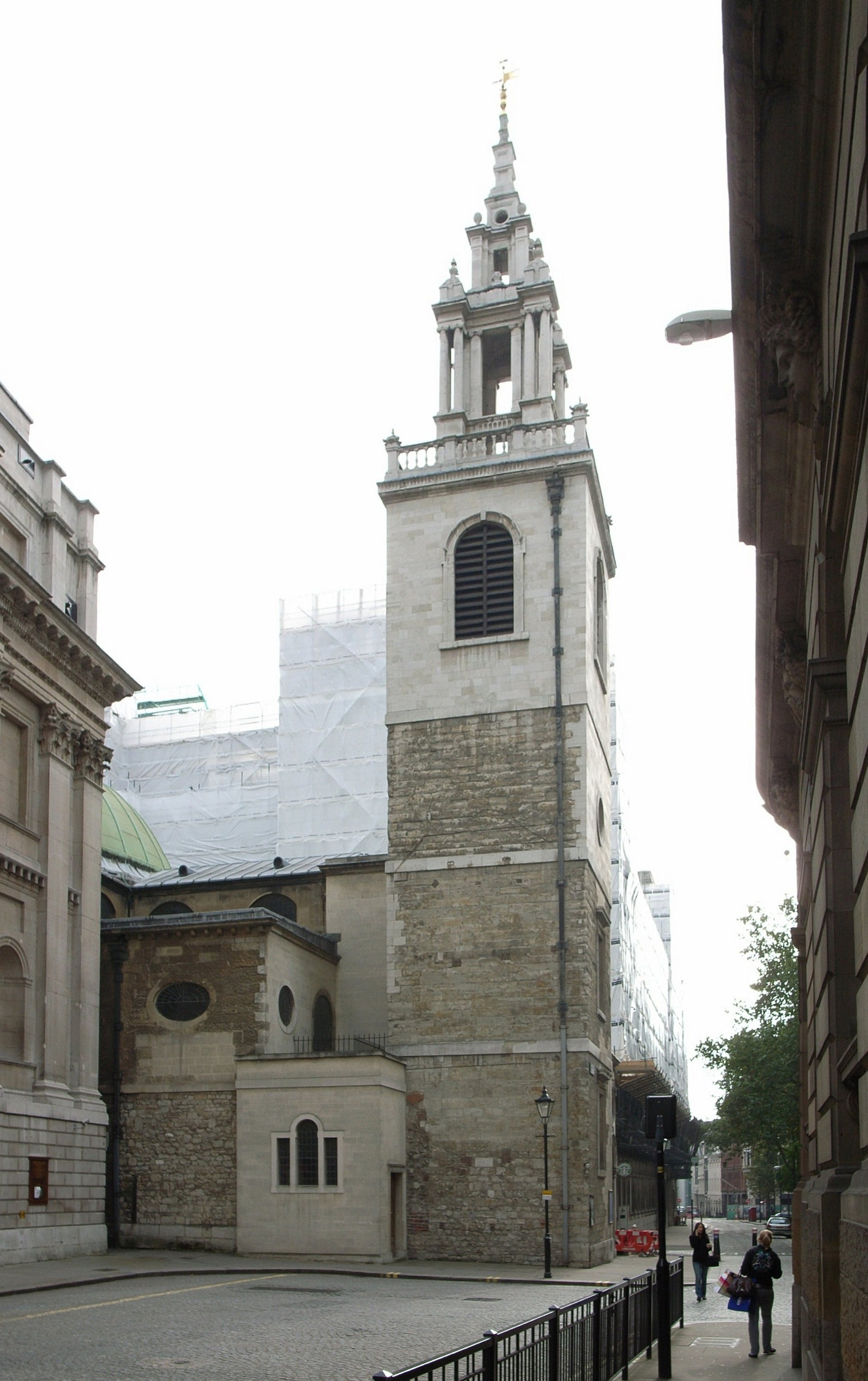
Campanile di St Stephen Walbrook

La presente voce riporta l'elenco delle chiese presenti nella città di Londra.

## City of London
La City of London (città di Londra), pur non essendo un distretto di Londra, si trova all'interno della città.
- All Hallows-by-the-Tower;
- All Hallows-on-the-Wall;
- All Hallows, (parzialmente distrutto);
- Cattedrale di San Paolo;
- Christ Church, Greyfriars (nota anche come Christ Church Newgate - parzialmente distrutta);
- City Temple (United Reformed);
- Dutch Church (chiesa tedesca);
- St Alban, Wood Street (rimane solo la torre campanaria);
- St Alphage London Wall (semidistrutta);
- St Andrew-by-the-Wardrobe;
- St Andrew, Holborn;
- St Andrew Undershaft;
- St Anne and St Agnes;
- St Augustine, Watling Street (parzialmente diroccata);
- St Bartholomew-the-Great;
- St Bartholomew-the-Less;
- St Benet, Paul's Wharf (conosciuta anche come St Benet Welsh Church);
- St Botolph Aldersgate;
- St Botolph's Aldgate;
- St Botolph-without-Bishopsgate;
- St Bride's, Fleet Street;
- St Clement, Eastcheap;
- St Dunstan-in-the-East (parzialmente diroccata);
- St Dunstan-in-the-West;
- St Edmund, King and Martyr;
- St Ethelburga;
- St Etheldreda's Church;
- St Giles's Cripplegate;
- St Helen's;
- St James, Garlickhythe;
- St John the Evangelist in the white Tower-Torre di Londra;
- St Katherine Cree;
- St Lawrence Jewry;
- St Leonard, Foster Lane;
- St Magnus the Martyr;
- St Margaret Lothbury;
- St Margaret Pattens;
- St Martin, Ludgate;
- St Mary Abchurch;
- St Mary Aldermary;
- St Mary-at-Hill;
- St Mary-le-Bow;
- St Mary Moorfields (non più esistente);
- St Mary Somerset (rimane solo il campanile);
- St Mary Woolnoth;
- St Michael;
- St Michael Paternoster Royal
- St Nicholas, Cole Abbey;
- St Olave, Hart Street;
- St Olave Jewry (rimane solo il campanile);
- St Peter upon Cornhill;
- St Peter ad Vincula-Torre di Londra;
- St Sepulchre-without-Newgate (conosciuta anche come chiesa del Santo Sepolcro)
- St Stephen Walbrook;
- St Vedast alias Foster;
- Temple Church.

## City of Westminster
- Abbazia di Westminster;
- All Saints, Margaret Street;
- All Souls, Langham Place;
- Cattedrale Metropolitana del Preziosissimo Sangue di Nostro Signore Gesù Cristo;
- ChristChurch London;
- Crown Court Church;
- Marybone Chapel;
- Queen's Chapel;
- Savoy Chapel;
- St Anne's Church, Soho;
- St Augustine's, Kilburn;
- St Clement Danes;
- St Cyprian's, Clarence Gate;
- St Gabriel's, Warwick Square;
- St George's, Hanover Square;
- St James's, Piccadilly;
- St James the Less, Pimlico;
- St John's, Smith Square;
- Santa Margherita, Westminster;
- St Martin-in-the-Fields;
- St Mary-le-Strand;
- St Marylebone Parish Church;
- St Matthew's, Westminster, Great Peter Street;
- St Patrick's Church, Soho Square - di rito Cattolico;
- St Paul's, Covent Garden;
- St Peter's Church, Eaton Square;
- St Saviour, Pimlico;
- Saint Sophia's Cathedral - Chiesa ortodossa greca;
- Swedish Church of Ulrika Eleonora (Church of Sweden Abroad) - Chiesa di Svezia;
- Westminster Central Hall;
- Westminster Chapel.

## Barking e Dagenham
- St Margaret, Barking;
- St Mary, Dagenham;
- St Peter and Paul, Dagenham.

## Barnet
- All Saints, Barnet;
- Christ Church, Chipping Barnet;
- cappella dell'East Finchley Cemetery;
- Holy Trinity, Finchley;
- John Keble Church, Hendon;
- St Andrew, Totteridge;
- St James, Finchley;
- St John, Hendon;
- St John's Church, Barnet;
- St John the Baptist, Barnet;
- St John the Evangelist, Wheatstone;
- St Jude, Hendon;
- St Margaret, Edgware;
- St Mary, Finchley;
- St Mary, Hendon;
- St Mary the Virgin, East Barnet;
- St Mary the Virgin, Monken Hadley;
- St Paul, Edgware;
- St Peter le Poer, Colney Hatch;
- St Mark, Barnet.

## Bexley
- St John Fisher, Bexley - Rito Cattolico;
- Baldwyns Baptist Church, Bexley;
- St James, North Cray;
- Christchurch, Bexleyheath;
- Albany Park Baptist Church, Albany Park;
- St Mary of the Crays Catholic, Crayford;
- Our Lady of the Rosary, Blackfen - Rito Cattolico;
- St John Vianny, Bexley - Rito Cattolico;
- St Andrews, Sidcup;
- Bexleyheath Community Church;
- Days Lane Baptist Church, Blackfen;
- Sidcup Baptist Church, Sidcup;
- Emmanuel Methodist Church, Sidcup;
- Holy Trinity, Sidcup;
- Bishop Ridley Church, Bexley;
- Footscray Baptist Church, Footscray;
- Christ Church, Sidcup;
- Pantilies Methodist Church, Bexleyheath;
- St Lawerence Catholic, Sidcup;
- St Martins, Bexleyheath;
- Wellspring Penticostal Church, Welling;
- St James the Great, Blendon;
- All Saints, Footscray;
- Avery Hill Christian Fellowship, Sidcup;
- New Community Church, Sidcup;
- New Generation Church, Sidcup;
- St Thomas Moore, Bexleyheath - Rito Cattolico;
- Holy Redeemer, Sidcup;
- Welling United Reformed Church;
- Bexleyheath Methodist Church;
- Christ the Saviour Greek Orthodox, Welling;
- St John the Evangelist, Sidcup;
- St John the Evangelist, Welling;
- Salvation Army, Welling;
- Welling Methodist Church;
- Barnehurst Methodist Church;
- St Peters, Bexleyheath;
- St Martins, Barnhurst;
- St Stephens, Welling - Rito Cattolico;
- St Michaels, Welling;
- St Marys, Welling;
- St John the Baptist, Erith;
- St Augustines, Belvedere;
- Our Lady of the Angles, Erith - Rito Cattolico.

## Camden
- All Saints, Camden Town (originariamente chiesa di Santo Stefano, ora cattedrale Greco Ortodossa di Ognissanti);
- Danish Church of St Katherine - Chiesa di Danimarca;
- Regent Square United Reformed Church;
- St George's, Bloomsbury;
- St George's, Camden;
- St. Luke's Church, Hampstead;
- St Giles in the Fields;
- St John's Chapel, Bedford Row;
- St Pancras New Church;
- St Pancras Old Church;
- Whitefield's Tabernacle, Tottenham Court Road;
- St Michael's Church, Camden Town;
- St Alban the Martyr, Holborn.

## Greenwich
- St Alfege's Church;
- St Mary Magdalen Woolwich;
- St Paul's, Deptford;
- The Meeting Room;
- Christian Gospel Hall.

## Hackney
- Abney Park Chapel;
- Church of Good Shepherd;
- St John-at-Hackney;
- St Leonard's, Shoreditch;
- St Patrick's Church, Hackney.

## Hammersmith and Fulham
- All Saints Church, Fulham;
- St Peter's Church, Hammersmith;
- Our Lady Of Perpetual Help.

## Haringey
- St Ann's Church Tottenham;

Grace Evangelical Church London (Tamil Service).

## Havering
- St Andrews, Hornchurch;
- St Lawrence, Upminster.

## Islington
- St Mary Magdalene Church;
- Chiesa italiana di San Pietro (St Peter's Italian Church - Chiesa cattolica)

## Kensington and Chelsea
- All Saints Notting Hill;
- Brompton Oratory - Cattolica;
- Chelsea Old Church (All Saints);
- Fetter Lane Society, Moravian;
- Holy Redeemer and St Thomas Moore, Cheyne Row;
- Holy Trinity Brompton - Cattolico;
- Holy Trinity Sloane Street;
- St Augustine of Canterbury, Queens Gate;
- St Barnabas, Kensington;
- St Columba's, Pont Street - Chiesa di Scozia;
- St Mark's Coptic Church, Kensington - Chiesa ortodossa copta;
- St Mary Abbots, Kensington;
- St Luke, Chelsea, Sydney Street;
- St Sarkis Cathedral, Kensington - Chiesa apostolica armena;
- Westbourne Grove Church.

## Lambeth
- All Saints Church, West Dulwich;
- Christ Church, Lambeth;
- Holy Redeemer, Streatham Vale;
- St John the Divine, Kennington;
- St Luke's Church, West Norwood;
- Sts Simon and Jude Catholic Church, Streatham Hill;
- Corpus Christi Catholic Church, Brixton Hill.

## Lewisham
- Honor Oak Christian Fellowship Centre;
- Jubilee International Church;
- St. Paul's, Deptford.

## Merton
- Morden Baptist Church;
- Sacred Heart Church Wimbledon;
- St Lawrence Church, Morden;
- St Mary's Church, Wimbledon;
- St Joseph's RC Church, Collier's Wood;
- SS Peter and Paul RC Church, Mitcham;
- Elim Pentecostal Church, Mitcham;
- Life Tabernacle Pentecostal Church, Mitcham;
- St Winifride Church, Wimbledon.

## Redbridge
- Holy Trinity, Barkingside;
- Tree of Life Church, Barkingside.

## Southwark
- All Saints Church, Peckham - Chiesa d'Inghilterra;
- All Saints, Rotherhithe;
- Christ Church, Southwark - Chiesa d'Inghilterra;
- Haddon Hall Baptist Church, Southwark - Chiesa Battista;
- Grove Chapel, Camberwell - Chiesa Evangelica Riformata;
- Metropolitan Tabernacle - Chiesa Battista Riformata;
- New Park Street Chapel - Chiesa Battista Riformata;
- Finnish Church and Seamen's Mission - Chiesa evangelica luterana finlandese;
- Norwegian Church - Chiesa di Norvegia;
- St George's Cathedral - Cattolica;
- St George the Martyr;
- St Mary Magdalen Bermondsey;
- St Mary's Rotherhithe - Chiesa d'Inghilterra;
- St Peter's Church, Walworth - Chiesa d'Inghilterra;
- St. Thomas' Church, Southwark;
- Southwark Cathedral (St Saviour & St Mary Overie) - Chiesa d'Inghilterra;
- Surrey Chapel (non più esistente).

## Tower Hamlets
- All Saints, Poplar;
- Bow Church;
- Christ Church, Spitalfields;
- East London Tabernacle;
- St Anne's, Limehouse;
- St Dunstan's, Stepney;
- St Matthias Old Church;
- St Paul's Church, Shadwell;
- St George in the East;
- St George's German Lutheran Church;
- St Matthew's Bethnal Green;
- Tower Hamlet's Community Church;
- Trinity Independent Chapel.

## Waltham Forest
- St. Mary's Church, Walthamstow.

## Wandsworth
- All Saints' Church, Putney Common;
- St. Mary's Church, Battersea;
- St. Mary's Church, Putney;
- The Ascension, Lavender Hill;
- West Side Church.